# MFWE Nr. 33 und 34
Die MFWE Nr. 33 und 34 waren Tenderlokomotiven der Mecklenburgischen Friedrich-Wilhelm-Eisenbahn-Gesellschaft (MFWE) mit der Achsfolge 1'D1'.

## Geschichte
Die beiden Lokomotiven wurden 1927 unter den Fabriknummern 3885 und 3886 bei der AEG gebaut.
1941 wurde die MFWE verstaatlicht und ging in der Deutschen Reichsbahn (DR) auf. Diese reihte die Lokomotiven in die Baureihe 93.16 mit den Nummern 93 1601–1602 ein. 
Nach 1945 verblieben sie in der Sowjetischen Besatzungszone. Die Deutsche Reichsbahn setzte sie in den 1950er- und 1960er-Jahren im Zugdienst auf Neigungsstrecken der Reichsbahndirektion Erfurt, u. a. der Bahnstrecke Wutha–Ruhla, ein.
Die 93 1601 wurde zum 30. November 1967 und die 93 1602 zum 18. November 1968 ausgemustert.